# Hỏa Lôi Phệ Hạp

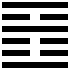
Đồ hình quẻ Hỏa lôi phệ hạp

Quẻ Hỏa Lôi Phệ Hạp, còn gọi là quẻ Phệ Hạp, đồ hình |::|:| (噬嗑 shi4 ke4), là quẻ thứ 21 trong Kinh Dịch.
- Nội quái là ☳ (|:: 震 zhen4) Chấn hay Sấm (雷).
- Ngoại quái là ☲ (|:| 離 li2) Ly hay Hỏa (火).

Giải nghĩa: Khiết dã. Cấn hợp. Cẩu hợp, bấu víu, bấu quào, dày xéo, đay nghiến, phỏng vấn, hỏi han (học hỏi). Ủy mị bất chấn chi tượng: tượng yếu đuối không chạy được.